# Hoogseizoen
Het hoogseizoen  is de tijd waarin de meerderheid van de mensen met vakantie gaat. De periode buiten het hoogseizoen wordt het laagseizoen genoemd.
Het hoogseizoen loopt op het noordelijk halfrond meestal van begin juli tot en met eind augustus. Kenmerkend voor deze periode is onder andere het zomerse weer, waardoor deze twee maanden in trek zijn om op vakantie te gaan. Het is ook de periode van de schoolvakanties en de bouwvak. De grotere drukte op de snelwegen door recreatieverkeer laat zich vooral merken op de zogenaamde Zwarte zaterdagen, wanneer er lange files op de wegen van en naar de zon staan.

## Economische gevolgen
Doordat er in deze periode meer vraag is naar recreatie zijn de prijzen voor hotels en campings vaak ook hoger. Voor landen waar toerisme de belangrijkste bron van inkomsten is resulteert dit ook in seizoenswerkloosheid in het laagseizoen. Deze werkloosheid wordt vaak tegengegaan met het werken aan grote projecten, zoals infrastructuur en nieuwe hotels, in het laagseizoen.

## Wintersport
Voor wintersportvakanties ligt het hoogseizoen juist aan de andere kant van het jaar. Het begint dan vlak voor kerst en eindigt halverwege maart. Een enkele plaats heeft een dubbel hoogseizoen, waar in de winter en in de zomer een piek valt.

## Elders
In andere delen van de wereld kan het hoogseizoen in een andere periode vallen. Op het zuidelijk halfrond is het zomer als het op het noordelijke winter is en andersom. In de tropen is er meestal een droog en een nat seizoen, wat het bezoek beïnvloedt. Ook een evenement als carnaval in Rio de Janeiro heeft invloed.